# Hammelev
|  | Hammelev er også en bebyggelse på Djursland, se Hammelev (Norddjurs Kommune) |
Hammelev er en by i Sønderjylland med 1.024 indbyggere  (2024), beliggende 7 km øst for Vojens og 7 km vest for Haderslev. Byen hører til Haderslev Kommune og ligger i Region Syddanmark.
Hammelev hører til Hammelev Sogn, og Hammelev Kirke ligger i byen. Syd for byen strækker Haderslev Tunneldal sig med Stevning Dam og den genskabte skovsø Hindemade.

## Faciliteter
- Hammelev har en afdeling af Fællesskolen Hammelev Sct. Severin, som giver undervisning på 0.-6. klassetrin. Skolen har 3-4 spor i Sct. Severin afdelingen i Haderslev og 1 spor i Hammelev afdelingen, der blev udvidet i 2011 og har 170 elever. Der er SFO begge steder.[2]
- Hammelev Børnehave er en selvejende daginstitution med en gennemsnitsnormering på 75 børn i nyrenoverede bygninger ved siden af skolen.[3]
- Længere vestpå i byen ligger hallen og sportspladsen.
- Hammelev Sogns Ungdomsforening (HSUF), der blev stiftet i 1919, tilbyder fodbold, gymnastik, atletik, tennis, badminton og håndbold.
- Hammelev Forsamlingshus har to sale med plads til hhv. 30 og 90 personer.[4]
- Tørning Kro fungerede senest kun med udlejning af festlokaler og værelser, men er nu revet ned for at gøre plads til ny beboelse.[5]

## Historie
Tørning Mølle ligger nede i tunneldalen ved voldstedet, der omgav Sønderjyllands største borg Tørninghus fra 1200-tallet. Møllen er brændt og genopført flere gange, men vandkraften i Tørning Å har i hvert fald været udnyttet siden 1494. Christiansdal Elværk har produceret strøm siden 1911, men fra 1770 drev vandkraften et stort alsidigt fabriksanlæg indtil det brændte i 1907.

### Stationsbyen
Da Vojens-Haderslev banen blev åbnet i 1866, fik Hammelev det eneste standsningssted mellem de to endestationer. Det var et billetsalgssted med sidespor, men efter genforeningen fik Hammelev status af station i 1922.
Hammelev havde kro allerede i den tyske tid. Det danske målebordsblad viser også forsamlingshus, telefoncentral, vandværk og jordemoderhus.
I 1953 blev stationen nedrykket til trinbræt uden sidespor, men efter lokale protester blev læssesporet bevaret til 1963. Stationsbygningen blev revet ned i 1950'erne. Trinbrættet havde fra 1973 kun busbetjening. 1. januar 1974 indstillede DSB "midlertidigt" persontrafikken på banen, men genoptog den aldrig, og i maj 1978 blev Haderslevbanen en ren godsbane, dog uden ekspedition i Hammelev, hvor trinbrættet definitivt blev nedlagt. Fra 1998 blev godstrafikken for lille til at den kunne opretholdes, og Banestyrelsen lukkede banen 1. januar 2001. Sporet blev dog liggende, og der kører af og til veterantog på strækningen.

### Mindesten
Foran Sognegården står en sten til minde om Genforeningen i 1920 og Befrielsen i 1945.

## Erhverv
Hammelevs beliggenhed lige vest for frakørsel 68 (Vojens) på E45 har givet grobund for Haderslev-Vojens Erhvervspark nord og øst for Hammelev. Her er et par af de første virksomheder, der etablerede sig i Erhvervsparken:
- Danitech startede i Kolding i 1987, men samlede 3 fabrikker i Hammelev i 2007. Virksomheden beskæftiger 100 medarbejdere og markedsfører hydrauliske og mekaniske transmissionskomponenter til landbrug, industri, transport og søfart.[7]
- Bema A/S er startet i 1947 og har specialiseret sig i transportsnegle, men leverer også procesudstyr i rustfrit stål under handelsmærket Ferreo. Virksomheden beskæftiger 60 medarbejdere.[8]